# Ilias Kantzouris

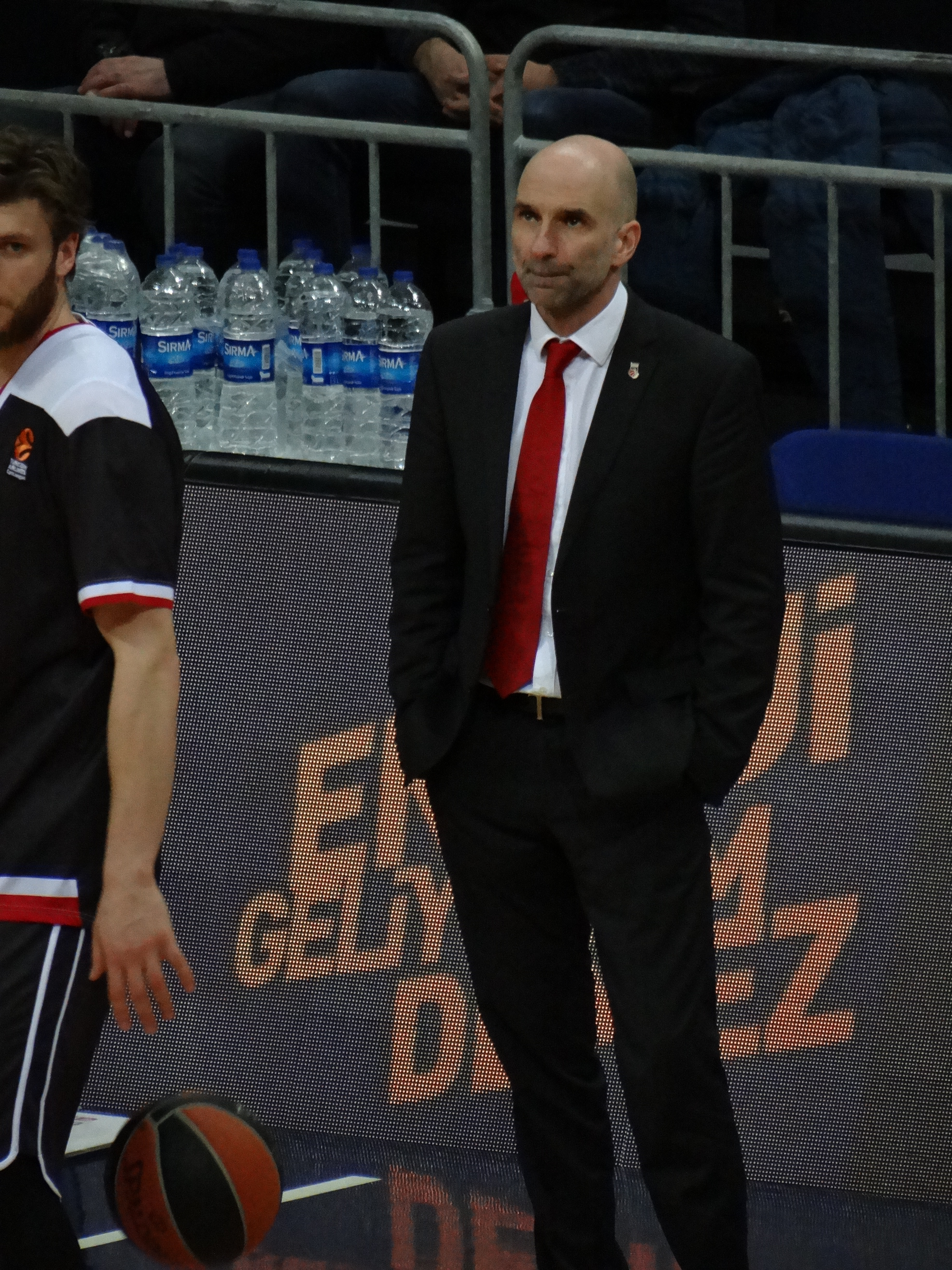
Ilias Kantzouris, 2018

Ilias Kantzouris (* 11. August 1973) ist ein griechischer Basketballtrainer.

## Trainerkarriere

### Profivereine
Kantzouris begann seine Laufbahn 2000 als Assistenztrainer beim griechischen Basketballclubs Apollon Patras. Danach arbeitete er im selben Amt für die griechischen Vereine Near East, Aris Thessaloniki, und Sporting Athen. Darauf folgten Stationen bei AEK Athen und Panellinios Athen.
Er war in der Saison 2011/12 Assistenztrainer des litauischen Basketballclubs Žalgiris Kaunas und in der Saison 2013/14 als Co-Trainer bei UNICS Kasan in Russland tätig. Danach wechselte zum deutschen Bundesligisten und Serienmeister Brose Bamberg. Er arbeitete ab 2014 als Assistenztrainer für die Franken. 2018 wurde er kurzzeitig Übergangscheftrainer, nachdem sich Bamberg von Andrea Trinchieri getrennt hatte. Kantzouris übte das Amt aus, bis Luca Banchi verpflichtet wurde.
In der Saison 2018/19 zählte er als Assistenztrainer wieder zum Stab von AEK Athen. Anschließend wurde er als Cheftrainer tätig: 2020 übte er das Amt bei Iraklis Thessaloniki, von 2020 bis 2022 bei Kolossos Rhodos und in der Saison 2022/23 bei AEK Athen aus. Die griechische Hauptstadtmannschaft führte er in der Liga und im europäischen Wettbewerb Champions League ins Viertelfinale.
Er nahm im Mai 2023 das Angebot an, ab dem Spieljahr 2023/24 den französischen Erstligisten Limoges CSP als Cheftrainer zu betreuen. Im Januar 2024 verließ er Limoges und übernahm das Traineramt bei Hapoel Jerusalem in Israel. Im März desselben Jahres trennten sich Hapoel und Kantzouris wieder. Ende November 2024 trat er bei AS Monaco das Amt des Assistenztrainers an. Er wurde als solcher in Monaco wie bereits in der griechischen Nationalmannschaft Mitarbeiter von Vasilios Spanoulis.

### Griechische Nationalmannschaft
Kantzouris arbeitete 2013 als Assistenztrainer für die griechische Nationalmannschaft. Im November 2023 übernahm er das Amt erneut.